# Aljmetjevsk
Aljmetjevsk (ruski: Альме́тьевск, tatarski: Älmät) je grad u republici Tatarstan u Rusiji. Nalazi se na 54° 54' sjever i 52° 16' istok,  279 km jugoistočno od Kazanja.
Broj stanovnika: 140.700 (2001.).
Osnovan je u 17. stoljeću. Gradski status dobiva 1953. godine. 
Aljmetjevsk se nalazi u Prikamlju, na Buguljminsko-belebejevskoj uzvisini, na lijevoj obali rijeke Zaj (ruski: Зай), pritoci rijeke Kame.
Danas je gospodarstvo grada Aljmetjevska vrlo ovisno o proizvodnji nafte u Tatarstanu, kao i većina drugih gradova i sela u toj republici. Nadalje, u Aljmetjevsku se nalazi ured naftne kompanije OAO "Tatneft". Većinu proračunskih prihoda grad dobiva od Tatnefta.
Vremenska zona: Moskovsko vrijeme

## Vanjske poveznice
- Grad Aljmetjevsk – Info portal  Arhivirana inačica izvorne stranice od 22. kolovoza 2005. (Wayback Machine)